# Людвіг Мюліус-Еріксен
Людвіг Мюліус-Еріксен (дат. Ludvig Mylius-Erichsen; 15 січня 1872, Віборг, Данія — 25 листопада 1907, Гренландія) — данський полярний дослідник, етнограф, журналіст. Керівник двох експедицій в Гренландію. Вніс значний внесок у вивчення північно-східних областей острова.

## Перша експедиція
Протягом багатьох років, щоб захистити місцеві племена від негативного впливу європейської цивілізації, відвідування Гренландії було дозволено лише данським держслужбовцям і місіонерам. Анонсуючи свою першу експедицію на острів, Мюліус-Ерісксен заявив про свій намір описати побут, культуру і фольклор гренландських ескімосів, особливо в контрасті з життям в данських поселеннях у західній частині острова.
Експедиція отримала назву «літературної». Собі в компаньйони Мюліус-Ерісксен взяв художника Харальда Мольтке, орнітолога і медика Альфреда Бертельсена  та журналіста і перекладача Кнуда Расмуссена (згодом став найвідомішим з данських полярних дослідників). Потім до експедиції приєднався гренландський вчитель Йорген Бренлунд.
У середині липня 1902 року мандрівники висадилися в Готхобе, звідки на човнах і собачих упряжках вирушили на північ і провели зиму в Якобсхавне. У березні 1903 року вони дісталися до Упернавіка і продовжили шлях на північ через затоку Мелвілла (за винятком Бертельсена, який вирішив залишитися).
В дорозі Мольтке сильно захворів, але вони змогли досягти землі ескімосів племені Ця (як назвав її Расмуссен — «Королівства північного вітру») і провели серед них майже рік. В результаті роботи Харальд Мольтке склав прекрасний альбом з портретів і пейзажів, Міліус-Еріксен сформулював свої погляди про данський вплив на життя інуїтів, Расмуссен зі своїм досконалим знанням інуктитута провів детальне вивчення побуту, звичаїв і культури цього маловідомого народу.
Результати експедиції в Данії оцінили настільки значними, що вона отримала офіційне визнання і данський уряд взяв на себе оплату всіх боргів, а також ініціював проведення низки реформ.

## Друга експедиція
Метою другої експедиції Мюліус-Еріксена було дослідження північно-східної області Гренландії між мисами Бісмарк і Вікоф. Вона фінансувалася данським урядом, Карлсберг-фондом і приватними пожертвами. До складу експедиції увійшли 28 осіб, в їх числі Йохан Кох, картограф Нільс Хег-Хаген, метеоролог і фізик Альфред Вегенер, Петер Фрейхен, художники Оге Бертельсен і Актон Фріс, помічники Хеннінг Біструп і Густав Тоструп, а також погоничі собак — священик Йорген Бренлунд і Тобіас Габріельсен.
24 червня 1906 року корабель «Данія» відплив з Копенгагена і в середині серпня досяг Гренландії. Кинув якір на південному березі півострова Джемані-ленд в бухті Данмарксхавн, де була облаштована експедиційна база, з якої протягом наступних двох років різні партії проводили передбачені програмою дослідження (сумарно учасники експедиції подолали в санних поїздках більше 4000 миль).
Основна подорож почалася 28 березня 1907 року. Мюліус-Еріксон, у супроводі дев'яти чоловік, вирушив на північ. На 80-му градусі північної широти Біструп, Вегенер, Тоструп і Карл Рінг повернули назад, а шестеро продовжили шлях до Землі кронпринца Крістіана, принагідно відкривши Землю Ламберта і острів Ховгарда. На 81°30' північної широти 18° західної довготи партії розділилися — Кох, Габріельсен і Бертельсен вирушили далі на північ, а Мюліус-Еріксен, Хег-Хаген і Бренлунд пішли на захід до Індепенденс-фіорду. 7 травня партія Коха досягла Землі Пірі біля мису Ейлор-Расмуссен, а п'ять днів потому, дісталася до гурії на мисі Вікоф — східної точки, досягнутої Робертом Пірі в 1900 році, тим самим остаточно довели, що Гренландія є островом.
27 травня групи Коха і Еріксона випадково зустрілися біля гирла знову відкритого Данської фіорду, та провели його картографування. Далі, Мюліус-Еріксен вирушив на захід, щоб завершити дослідження Індепенденс-фіорду і «протоки Пірі», що нібито з'єднує фіорд і протоку Нерса. Партія Коха, в свою чергу, вирушила назад, і 23 червня благополучно повернулася на базу. Партія Людвіга Мюліус-Еріксена до початку зими на базу так і не повернулася.
Перша спроба пошуку зниклих була зроблена 23 вересня. Пошукова партія Тострупа змогла досягти лише Маллемук-фіорду на північ від острова Ховгард, подальшому просуванню завадила відкрита вода.
Другу спробу вдалося зробити лише наступного року. 10 березня  вирушила пошукова партія, очолювана Йоханом Кохом. Менш ніж в 200 милях від корабля він знайшов розкрите депо, а в сотні метрів від нього невелику снігову печеру, всередині якої перебувало тіло Йоргена Бренлунда. При ньому був його щоденник і карти Хег-Хагена.
Як випливало з щоденника Бренлунда, який він вів на інуктитуте, а також пізніше знайдених записів Еріксена, партія дійшла до узголів'я «протоки Індепенденс» (довівши, що це фіорд), принагідно відкривши і картографував Хаген-фіорд, а також льодовики Академії і Неві-кліфф. 4 червня дослідники повернули назад, але через танення льоду не змогли перетнути Данський фіорд, і були змушені стати табором на його західному березі в очікуванні, поки лід знову не стане.
Весь цей час мандрівники були вкрай обмежені в харчуванні і паливі, до кінця серпня харчуючись практично лише м'ясом власних собак і рідкісної здобиччю від полювання. До 19 жовтня, поповнивши запаси з двох раніше закладених депо, партія досягла північного узбережжя Маллемук-фіорду (приблизно в цей же час на південному березі знаходилася партія Тострупа, але їх розділяла відкрита вода), але вже не змогла подолати цю перешкоду. 15 листопада помер Хег-Хаген, а через 10 днів Мюліус-Еріксен. Бренланд зміг, зрештою, дійти до складу, залишеного Тострупом кількома тижнями раніше, але сил йти далі в нього вже не було. Останній запис у його щоденнику:
|                   | ... не можу йти далі через обмороження ніг і повну темряву... Тіла решти ... приблизно у двох з половиною лігах звідси. Хаген помер 15 листопада, Мюліус приблизно десять днів тому. |
| — Йорген Бренлунд | |

Тіла Мюліуса-Еріксена і Хег-Хагена так і не були знайдені, незважаючи на неодноразові пошуки, в тому числі експедицією Ейнара Міккельсена. Тим не менш, Міккельсен знайшов звіти Еріксена за серпень — вересень 1907 року, які той залишав у гуріях по дорозі на південь.

## Пам'ять
На честь Людвіга Мюліус-Еріксена названі п'ять географічних об'єктів: 
- Земля Мюліус-Еріксена[de] (область у північно-східній Гренландії між Землею Пірі і Індепенденс-фіордом),
- Mylius-Erichsen Sommerlejr (дослівно «літній табір»),
- Mylius-Erichsen Varde (піраміда в Індепенденс-фіорді),
- Mylius-Erichsen Monument (гірський пік в льодовику Свердрупа, затока Мелвілла[en]),
- мис на Землі Пірі[7].

У рідному місті Л. Мюліус-Еріксена Рінгкебінгу, перед входом до музею, встановлено пам'ятник.